# Alfred W. Agee
Alfred W. Agee (* 18. November 1850 im Morgan County, Tennessee; † 4. Oktober 1938) war ein US-amerikanischer Politiker. Zwischen 1883 und 1885 war er Vizegouverneur des Bundesstaates Nebraska.

## Werdegang
Um das Jahr 1861 kam Alfred Agee mit seinen Eltern in das Pike County in Indiana, wo er die öffentlichen Schulen besuchte und auf der Farm seiner Eltern mitarbeitete. Später unterrichtete er zeitweise auch als Lehrer. Im Herbst 1871 zog er in das Morgan County in Illinois, wo er ebenfalls als Lehrer tätig war. Nach einem Jurastudium und seiner Zulassung als Rechtsanwalt praktizierte er ab 1874 in Aurora (Nebraska) in diesem Beruf. Gleichzeitig schlug er als Mitglied der Republikanischen Partei eine politische Laufbahn ein.
1882 wurde Agee an der Seite von James W. Dawes zum Vizegouverneur von Nebraska gewählt. Dieses Amt bekleidete er zwischen 1883 und 1885. Dabei war er Stellvertreter des Gouverneurs und formaler Vorsitzender des Staatssenats, der 1937 in der Nebraska Legislature aufging. Anschließend war er noch für einige Zeit Mitglied der Staatslegislative. Später zog er nach Utah, wo er als Rechtsanwalt und Richter arbeitete. Er starb am 4. Oktober 1938.